# Cinemascope

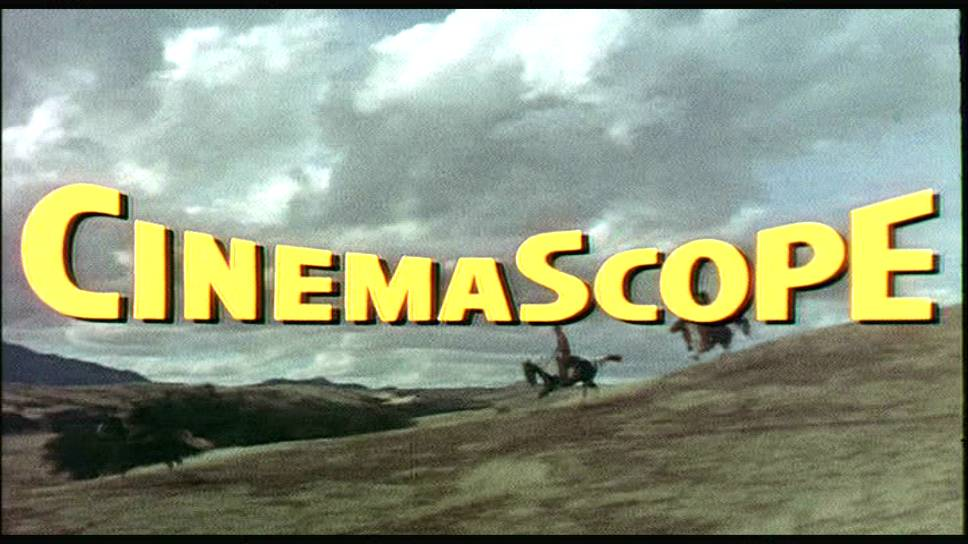
Logo CinemaScope z filmu Zlomené kopí (1954).

Cinemascope je firemní označení systému umožňujícího natáčení a projekci v extrémně širokoúhlém formátu s poměrem stran cca 1:2,35, který zavedla v roce 1952 společnost 20th Century Fox. V současnosti se toto označení obecně užívá pro různé širokoúhlé projekční systémy založené na anamorfickém principu - při natáčení je snímaný obraz speciálním objektivem deformován (stranově stlačen) a při projekci opět roztažen projekčním objektivem s opačnou charakteristikou.

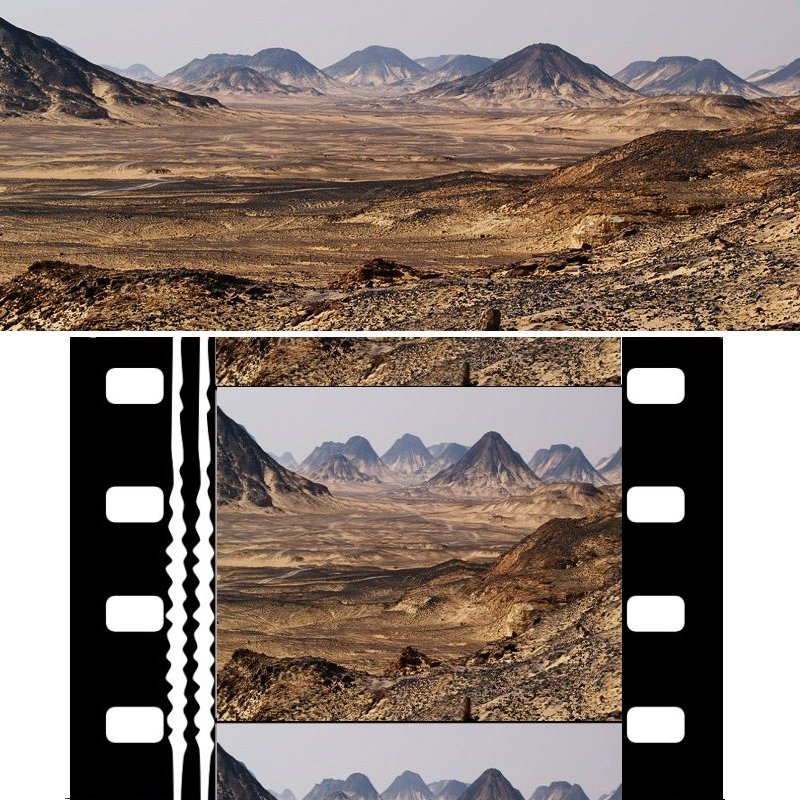
Ukázka anamorfického principu, kdy je zaznamenaný obraz na filmovém materiálu opticky stlačen (snímek dole), a při projekci následně opět opticky roztažen (snímek nahoře).

Poměr stran formátu se měnil, původní byl až 1:2,66 se zvukem na samostatném médiu, vlastním filmovém pásu. Pro možnost umístění 4 magnetických stop, po 2 na každé straně byly v roce 1953 zmenšeny otvory perforace a formát upraven na 1:2,55. V roce 1955 pod tlakem kin, která potřebovala zachovat optický monofonní zvuk tradičně umístěný na filmu ACADEMIC RATIO i magnetický stereofonní zvukový čtyřstopý záznam opět standardizovaného umístění na filmovém pásu vedl k další redukci okénka filmu pro obraz formátu 1:2,35 při tom, že se okénka svými horními a dolními okraji prakticky dotýkají. Tento formát byl na delší dobu ustálen i u dalších systémů širokého obrazu. Dotyk obrázků zvyšoval nároky na přesnost promítaček, kdy již při malé toleranci v dráze filmu docházelo k prosvěcování zejména na spodním okraji obrazu. To vedlo v roce 1970 k poslední úpravě formátu širokoúhlého obrazu Cinemascope snížením výšky okénka filmu, a tím i promítaného obrazu, na poměr 1:2,39.
Cinemascope zavedl novou specifikaci kinosálů s větším odstupem řad sedadel a obdélnými sály, užívanými v současnosti zejména u multikin.
Formát Cinemascope se v Československu uplatnil při výrobě filmových kopii, širokouhlý systém se adaptoval z francouzského Franscope a v tomto formátu byl u nás poprvé natočen roku 1957 film "V proudech", v koprodukci s Francií, která poskytla speciální kameru, objektivy a vyvolání negativu Kodak.
Ve formátu Cinemascope byl natočen v roce 1964 film Starci na chmelu s poměrem stran 2,55:1 (standardní Panavision má 2,35:1). Distribuován byl na 35mm kopiích se čtyřmi zvukovými stopami. 